# Sopo Nizjaradze
Sopo Nizjaradze, (georgiska: სოფიო ნიჟარაძე, Sopio Nizjaradze eller სოფო ნიჟარაძე, Sopo Nizjaradze) född 6 februari 1986 i Tbilisi, är en georgisk sångerska, skådespelerska och låtskrivare.

## Karriär
2010 representerade Nizjaradze Georgien i Eurovision Song Contest 2010 med låten Shine, som är komponerad av svensken Harry Sommerdahl, norskan Hanne Sørvaag och italienaren Christian Leuzzi. Vid Eurovision tävlade Nizjaradze i den andra semifinalen, den 27 maj 2010. Där tog hon sig till finalen efter att ha slutat på tredje plats (av de tio som tar sig till final) med 106 poäng. I finalen den 29 maj framförde hon sin låt som 13:e artist. Där fick hon 136 poäng, vilket räckte till en 9:e plats. Detta innebar Georgiens bästa resultat någonsin, i sin 4-åriga Eurovision-historia. Deras tidigare bästa resultat var Diana Ghurtskaias 11:e plats i Eurovision Song Contest 2008.
År 2011 var Nizjaradze en av jurymedlemmarna i den georgiska talangtävlingen Nitjieri.